# Železná garda

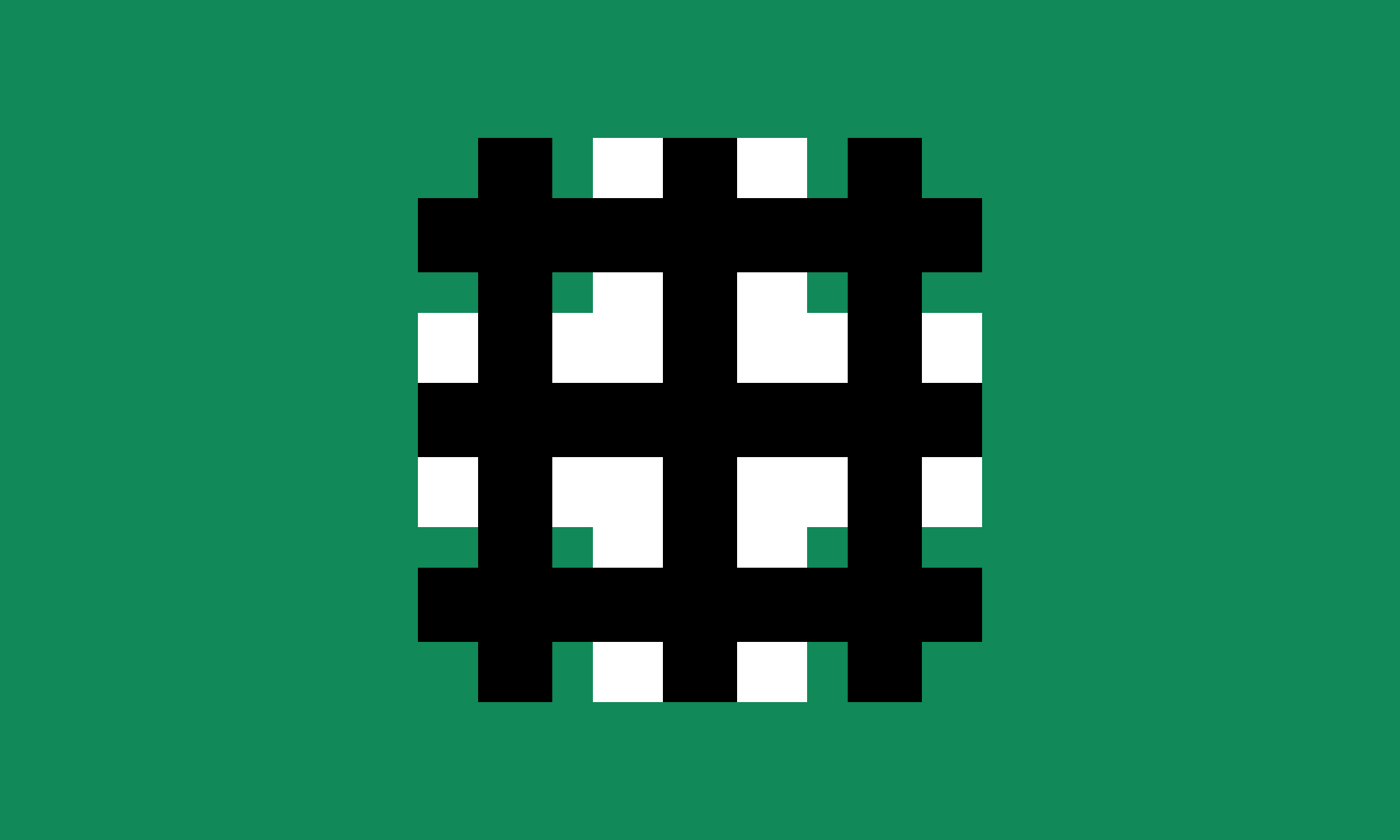
Vlajka Železné gardy

Železná garda (rumunsky Garda de Fier) byla rumunská fašistická organizace a politická strana, kterou v roce 1927 založil Corneliu Zelea Codreanu. Organizace se vyznačovala silným pravoslavným šovinismem, antikomunismem a také silným antisemitismem.
Organizace byla založena 24. června 1927 pod názvem Legie archanděla Michaela (rumunsky Legiunea Arhanghelul Mihail) a v roce 1931 byla přejmenována na Železnou gardu. Roku 1938 byla zakázána, ale v roce 1940 obnovila svoji činnost a stala se součástí vlády. V lednu 1941 se pokusila o převrat, který však nedostal očekávanou pomoc od Německa a byl potlačen. Vůdce strany Horia Sima utekl na německé vyslanectví, kde mu poskytli azyl. Potlačení převratu znamenalo konec činnosti organizace.

## Externí odkazy

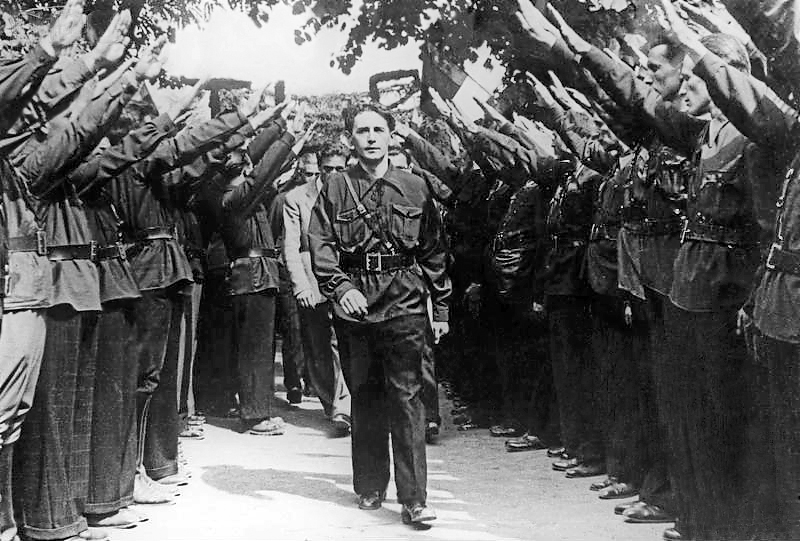
Horia Sima a jeho legionáři v Bukurešti (1940)